# Faneva Ima Andriatsima
Faneva Ima Andriatsima (Antananarivo, 3 juni 1984) is een Malagassisch voetballer die bij voorkeur als aanvaller speelt. Hij verruilde in januari 2018 FC Sochaux voor Le Havre AC. Hij debuteerde in 2006 als international van het Malagassisch voetbalelftal.

## Clubcarrière
Andriatsima speelde tot 2007 in de Malagassische competitie bij USCA Foot uit de hoofdstad Antananarivo en in dat jaar maakte hij transfervrij de overstap naar het Franse FC Nantes, dat op dat moment in de Ligue 2 uitkwam. Bij FC Nantes speelde hij vijf competitiewedstrijden. Tussen januari 2008 en juni 2009 werd hij als eerst uitgeleend aan AS Cannes (Championnat National) en later aan US Boulogne (Ligue 2). In de zomer van 2009 ging hij naar Amiens SC en het jaar daarop naar AS Beauvais. In 2012 maakte hij de overstap naar US Créteil-Lusitanos waar hij in vier seizoenen 135 wedstrijden in de competitie speelde en 42 doelpunten maakte. In juli 2016 ging hij transfervrij naar FC Sochaux en in januari 2018 voor 400 duizend euro naar Le Havre AC.

## Interlandcarrière
| Interlands Faneva Ima Andriatsima voor Madagaskar | Interlands Faneva Ima Andriatsima voor Madagaskar | Interlands Faneva Ima Andriatsima voor Madagaskar | Interlands Faneva Ima Andriatsima voor Madagaskar | Interlands Faneva Ima Andriatsima voor Madagaskar | Interlands Faneva Ima Andriatsima voor Madagaskar |                          |
| №                                                 | Datum                                             | Wedstrijd                                         | Uitslag                                           | Soort wedstrijd                                   | Doelpunten                                        |                          |
| Als speler bij USCA Foot                          | Als speler bij USCA Foot                          | Als speler bij USCA Foot                          | Als speler bij USCA Foot                          | Als speler bij USCA Foot                          | Als speler bij USCA Foot                          | Als speler bij USCA Foot |
| ------------------------------------------------- | ------------------------------------------------- | ------------------------------------------------- | ------------------------------------------------- | ------------------------------------------------- | ------------------------------------------------- | ------------------------ |
| 1.                                                | 25 maart 2007                                     | Madagaskar – Ivoorkust                            | 0 – 3                                             | Afrika Cup 2008 kwalificatie                      | 0                                                 |                          |
| 2.                                                | 28 april 2007                                     | Madagaskar – Zimbabwe                             | 0 – 1                                             | COSAFA Cup 2007                                   | 0                                                 |                          |
| 3.                                                | 29 april 2007                                     | Madagaskar – Seychellen                           | 5 – 0                                             | COSAFA Cup 2007                                   | 1                                                 |                          |
| Als speler bij FC Nantes                          |                                                   |                                                   |                                                   |                                                   |                                                   |                          |
| 4.                                                | 14 oktober 2007                                   | Madagaskar – Comoren                              | 6 – 2                                             | WK 2010 kwalificatie                              | 4                                                 |                          |
| 5.                                                | 17 november 2007                                  | Comoren – Madagaskar                              | 0 – 4                                             | WK 2010 kwalificatie                              | 0                                                 |                          |
| Als speler bij AS Cannes                          |                                                   |                                                   |                                                   |                                                   |                                                   |                          |
| 6.                                                | 31 mei 2008                                       | Botswana – Madagaskar                             | 0 – 0                                             | WK 2010 kwalificatie                              | 0                                                 |                          |
| 7.                                                | 8 juni 2008                                       | Madagaskar – Ivoorkust                            | 0 – 0                                             | WK 2010 kwalificatie                              | 0                                                 |                          |
| 8.                                                | 15 juni 2008                                      | Madagaskar – Mozambique                           | 1 – 1                                             | WK 2010 kwalificatie                              | 0                                                 |                          |
| 9.                                                | 22 juni 2008                                      | Mozambique – Madagaskar                           | 3 – 0                                             | WK 2010 kwalificatie                              | 0                                                 |                          |
| Als speler bij AS Beauvais                        |                                                   |                                                   |                                                   |                                                   |                                                   |                          |
| 10.                                               | 5 september 2010                                  | Nigeria – Madagaskar                              | 2 – 0                                             | Africa Cup 2012 kwalificatie                      | 0                                                 |                          |
| 11.                                               | 10 oktober 2010                                   | Madagaskar – Ethiopië                             | 0 – 1                                             | Africa Cup 2012 kwalificatie                      | 0                                                 |                          |
| 12.                                               | 16 juni 2012                                      | Kaapverdië – Madagaskar                           | 3 – 1                                             | Africa Cup 2013 kwalificatie                      | 0                                                 |                          |
| Als speler bij US Créteil-Lusitanos               |                                                   |                                                   |                                                   |                                                   |                                                   |                          |
| 13.                                               | 18 mei 2014                                       | Madagaskar – Oeganda                              | 2 – 1                                             | Africa Cup 2015 kwalificatie                      | 1                                                 |                          |
| 14.                                               | 31 mei 2014                                       | Oeganda – Madagaskar                              | 1 – 0                                             | Africa Cup 2015 kwalificatie                      | 0                                                 |                          |
| 15.                                               | 10 oktober 2015                                   | Centr.-Afrik. Rep. – Madagaskar                   | 0 – 3                                             | WK 2018 kwalificatie                              | 0                                                 |                          |
| 16.                                               | 13 oktober 2015                                   | Madagaskar – Centr.-Afrik. Rep.                   | 2 – 2                                             | WK 2018 kwalificatie                              | 0                                                 |                          |
| 17.                                               | 13 november 2015                                  | Madagaskar – Senegal                              | 2 – 2                                             | WK 2018 kwalificatie                              | 1                                                 |                          |
| 18.                                               | 17 november 2015                                  | Senegal – Madagaskar                              | 3 – 0                                             | WK 2018 kwalificatie                              | 0                                                 |                          |
| 19.                                               | 24 maart 2016                                     | Madagaskar – Centr.-Afrik. Rep.                   | 1 – 1                                             | Africa Cup 2017 kwalificatie                      | 1                                                 |                          |
| 20.                                               | 28 maart 2016                                     | Centr.-Afrik. Rep. – Madagaskar                   | 2 – 1                                             | Africa Cup 2017 kwalificatie                      | 1                                                 |                          |
| Als speler bij FC Sochaux                         |                                                   |                                                   |                                                   |                                                   |                                                   |                          |
| 21.                                               | 3 september 2016                                  | Angola – Madagaskar                               | 1 – 1                                             | Africa Cup 2017 kwalificatie                      | 0                                                 |                          |
| 22.                                               | 22 maart 2017                                     | Sao Tomé en Principe – Madagaskar                 | 0 – 1                                             | Africa Cup 2019 kwalificatie                      | 0                                                 |                          |
| 23.                                               | 16 maart 2017                                     | Madagaskar – Sao Tomé en Principe                 | 3 – 2                                             | Africa Cup 2019 kwalificatie                      | 0                                                 |                          |
| 24.                                               | 9 juni 2017                                       | Soedan – Madagaskar                               | 1 – 3                                             | Africa Cup 2019 kwalificatie                      | 2                                                 |                          |
| 25.                                               | 4 oktober 2017                                    | Oeganda – Madagaskar                              | 1 – 2                                             | Vriendschappelijk                                 | 0                                                 |                          |
| 26.                                               | 11 november 2017                                  | Comoren – Madagaskar                              | 1 – 1                                             | Vriendschappelijk                                 | 0                                                 |                          |
| Als speler bij Le Havre AC                        |                                                   |                                                   |                                                   |                                                   |                                                   |                          |
| 25.                                               | 21 maart 2018                                     | Togo – Madagaskar                                 | 0 – 0                                             | Vriendschappelijk                                 | 0                                                 |                          |
| 26.                                               | 24 maart 2018                                     | Madagaskar – Kosovo                               | 0 – 1                                             | Vriendschappelijk                                 | 0                                                 |                          |

Bijgewerkt op 13 augustus 2018.